# Dictioptereno
Los dictiopterenos forman un grupo de compuestos orgánicos presentes naturalmente en ambientes marinos y de agua dulce. Estas son las feromonas de varias especies de algas pardas (Phaeophyceae).
El dictioptereno A, un alqueno altamente volátil, es responsable del "olor marino" característico de algas marinas pluricelulares. Los dictiopterenos B y A son los principales constituyentes del aceite esencial de algas del género Dictyopteris.

La siguiente tabla proporciona la descripción de seis alquenos alicíclicos de fórmula C11H16 o C11H18. Los dictiopterenos A, B, C y D son derivados de divinilciclopropano. Los pares de dictiopterenos A, C y B, D son pares de diastereoisómeros. 

### Lista
| Nombre(s) usual(es)                                      | Nombre sistemático                                        | Fórmula | Estructura | Insaturación de cadenas | CAS        |
| -------------------------------------------------------- | --------------------------------------------------------- | ------- | ---------- | ----------------------- | ---------- |
| Dictioptereno A                                          | (1R,2R)-1-[(1E)-1-Hexen-1-il]-2-vinilciclopropano         | C11H18  | viñeta     | Dieno                   | 25047-20-5 |
| Dictioptereno B, hormosireno                             | (1R,2R)-1-[(1E,3Z)-1,3-Hexadien-1-il]-2-vinilciclopropano | C11H16  | viñeta     | Trieno                  | 50265-58-2 |
| Dictioptereno C                                          |                                                           | C11H18  | viñeta     | Dieno                   |            |
| Dictioptereno C', dictioteno, dihidroectocarpeno         | (6R)-6-Butil-1,4-cicloheptadieno                          | C11H18  | viñeta     |                         | 33156-91-1 |
| Dictioptereno D, pre - ectocarpeno                       | (1R,2S)-1-Etenil-2-[(1E,3E)-hexa-1,3-dienil]ciclopropano  | C11H16  | viñeta     | Trieno                  | 75044-23-4 |
| Dictioptereno D', ectocarpeno, sirenina (antiguo nombre) | (6S)-(1Z)-(Butenil)ciclohepta-1,4-dieno                   | C11H16  | viñeta     | Monoinsaturación        | 33156-92-2 |